# Nicolás Martínez Cerezo
Nicolás Martínez Cerezo es un escritor y dibujante, nacido en Madrid en 1958. Su obra consta de innumerables géneros, en ocasiones entremezclados: historieta, humor gráfico, ilustración, relato, novela, caligrafía artística, poesía visual y un largo etcétera.

## Biografía
Nicolás Martínez Cerezo nació en Madrid el 14 de enero de 1958. No habiendo cumplido la mayoría de edad, entró a colaborar como humorista gráfico en las revistas Hilo Musical y Disco Express, y poco después (1975) en La Codorniz, elaborando algunas de las primeras crónicas de la movida madrileña en el marco del movimiento underground (su sección llevó por título Nicolas corresponsal underground). Bastantes años después, ya en 1986 y junto con Víctor Vadorrey, intentó revivificar el espíritu de La Codorniz con una perspectiva más modernizada en la publicación La Perdiz, que no pasó del número cero y apenas se distribuyó.
Entre 1983 y 1985, Nicolás colaboró en la revista del corazón Semana con la serie Pepa, Pepe y Pepita (en algunos lugares erróneamente citada como publicada en la revista Lecturas, con la que Nicolás jamás ha colaborado). Presentó también en estos años a la editorial Bruguera un proyecto denominado "Ataque a Bruguera", consistente en varios chistes, varios textos humorísticos y más de veinte historietas, todas ellas protagonizadas por personajes de inspiración brugueriana menos uno: La Gorda de las Galaxias, que fue el que finalmente le aceptaron. En Bruguera publicó en las revistas Zipi y Zape, Pulgarcito (los personajes Maladona el futbolista chino y Don Marino y su submarino) y Tío Vivo. En la editorial continuadora de Bruguera, el sello Ediciones B, publicó en las revistas Zipi y Zape, Super Guai!, Mortadelo y Pulgarcito, utilizando los mismos personajes y otros como Blanquito el hombre de las nieves o Chiffladuras.
Escritor sin suerte (tiene más de veinte novelas inéditas, algunas desaparecidas, como  Kubelik, Náufraga lejana, Los tigres de la Malasia interna, Simpatía por el diablo, La Tierra vista desde Saturno o El fantasma José Enrique), ha elaborado varias enciclopedias literarias sobre diversos temas (anticapitalismo, feminismo, subversión, erotismo...) que nunca hallaron editor. También ha trabajado como guionista de televisión y ha logrado publicar en algún diario, como Abc (en su suplemento de humor Al Loro), y en revistas como Amaniaco, Balalaika, Radio Ethiopia, Los Tebeos del Bollo, Muchocomi, Maltravieso (le dedicaron un monográfico que no llegó a salir en papel pero sí en formato digital) y Fanzipote, pero la mayor parte de su obra sigue inédita. Sus trabajos monográficos más importantes han sido: Mermelada y Dinamita (el inencontable libro segundo -y último- de la colección Acordes y Viñetas), consistente en adaptaciones historietísticas de canciones de Los Beatles; el recopilatorio de varios de sus trabajos Los Mundos de Nicolás, y el primer volumen compilatorio de su personaje La Gorda de las Galaxias (Bang Ediciones).
En 2002, Nicolás fue merecedor del Premio Ivá al mejor historietista profesional. En 2016 y 2017 se celebraron sendos conciertos benéficos en su honor, imprimiéndose el vinilo Sonámbulo, con carátula dibujada por él.
En 2018 ha publicado tres libros de humor: El fantasma José Enrique (novela), Sabor a serie negra y otros sabores (relatos) y Una tontería para cada día (frases). Los tres libros han sido publicados por Matraca Ediciones, cuyo editor Pepe Cueto se ha comprometido a ir publicando en los próximos años toda su extensa obra inédita: Kubelik (novela), Aventuras de un niño raro (combinación de varios géneros), La náufraga lejana (novela) y un largo etcétera. 